# Periclimenaeus cloacola
Periclimenaeus cloacola (лат.) — вид пресноводных креветок рода Periclimenaeus (Palaemonidae, Decapoda). Карибский бассейн: Curaçao и Bonaire.

## Этимология
Видовой эпитет cloacola происходит от латинского слова cloaca, означающего «канализация», и латинского суффикса — cola, означающего «житель» или «обитатель», и относится к месту обитания вида, который встречается в клоакальной полости асцидий.

## Описание
Мелкая креветка с субцилиндрическим телом. Рострум короткий, дорсальный киль хорошо выражен, направлен вниз, с 1—2 дорсальными зубцами, расположенными отчетливо впереди заднего края орбиты, с короткими волосками, перемежающимися проксимально; вершина рострума тонкая и изогнута вверх, достигая дистального края базального сегмента усикового педа; вентральный край выпуклый, не вооружен, лишен волосков; латеральный киль слабо выражен. Резцовый отросток мандибулы с четырьмя зубцами; молярный отросток с одним сильным довольно острым зубцом и щеткой волосков. Головогрудь гладкая, голая, без эпигастрального и надглазничного шипа, усиковый зубец сильный, маргинальный, на уровне выдающегося нижнего орбитального угла; нижний орбитальный угол умеренно выдается; орбитальный гребень присутствует; птеригостомиальный угол широко округлый, отчетливо выдается. Стерниты маленькие; второй грудной стернит не вооружен; третий грудной стернит со срединной округлой неглубокой пластинкой; четвертый-восьмой грудные стерниты не вооружены. Брюшко гладкое, первый брюшной сегмент без срединной передней дорсальной доли, третий сегмент не выдается назад; плевры первых пяти плеонит широко округлые, шестой плеонит такой же длины, как пятый, несколько более половины длины тельсона, задневентральный угол слабо выражен, угловатый, заднебоковой угол округлый.
Живет как эндосимбионт в клоакальных полостях асцидии вида Diplosoma aff. listerianum (Milne Edwards, 1841) из семейства Didemnidae (Aplousobranchia).
Новый вид морфологически наиболее похож на Periclimenaeus ascidiarum, но отличается несколькими признаками, в том числе, у нового вида рострум имеет два (редко один) дорсальных зубца, тогда как у P. ascidiarum их три; заднебоковой край шестого абдоминального сомита округлый, тогда как у P. ascidiarum он с небольшим зубцом.